# Sara Cone Bryant

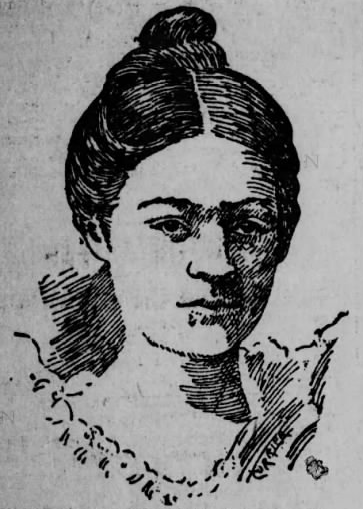
Sara Cone Bryant (1895)

Sara Cone Bryant (geboren am 4. Januar 1873 in Melrose, Massachusetts; gestorben am 28. Mai 1956 in Framingham, Massachusetts) war eine amerikanische Dozentin und Schriftstellerin. Sie verfasste überwiegend Kinderbücher, unterstützte das Frauenwahlrecht und nahm eine führende Rolle in der Frauenbewegung ein.

## Leben
Bryant war eine Tochter von Dexter Bryant (1837–1921) und dessen Frau Dorcas Ann[e] (geborene Hancock, 30. März 1839–1. März 1924). Sie besuchte die Grundschule und die High School von Melrose. Im Jahr 1890 wurde sie für ihre herausragenden literarischen und mathematischen Leistungen lobend im Schulreport erwähnt und erhielt den 1. Preis in Literatur (Franklin-Fraternity-Preis). Im Jahr 1891 machte sie dort ihren Abschluss und trug das Gedicht Henceforward vor. Sie wurde im Schulreport erneut lobend erwähnt und mit dem 1. Preis in Literatur ausgezeichnet.
Bryant begann im Herbst 1891 ihr Studium an der Boston University, das sie 1895 mit einem B. A. abschloss. Bryant wurde mit dem erstmalig vergebenen Willard Stipendium für Exzellenz in modernen Sprachen ausgezeichnet. Das erlaubte es ihr, ein Jahr im Ausland zu studieren. Sie reiste nach Deutschland und nahm ein einem Seminar zur Kindergartenmethodik von Frau Doktor Hempel an der American Home School in Berlin teil, das sie 1896 mit einem Diplom abschloss. Von 1897 bis 1900 war sie journalistisch tätig und schrieb Kurzgeschichten für Zeitschriften und Magazine. Bryant war eine aktive Suffragette und war Mitbegründerin der Liga für ein gleichberechtigtes Wahlrecht am College (englisch College Equal Suffrage League). Sie war 1901 auch als Präsidentin der Liga tätig, sprach oft auf Wahlversammlungen und Kundgebungen der „Massachusetts and New England Woman Suffrage Associations“, des „Young Women’s Political Club“ und anderer Organisationen. Von 1904 bis 1906 war sie Englischlehrerin und Dozentin für englische Poesie am Simmons College (Simmonis University) und im Jahr 1907 wurde sie Dozentin für Geschichtenerzählen im Lucy Wheelock Kindergarten in Boston. Sie hielt zudem Vorträge zu diesem Thema und war eine gefragte Rednerin in den Frauenvereinen von Boston. Sie war Mitglied der Kappa Kappa Gamma Studentinnenvereinigung, der Phi Beta Kappa academic honor society und der school’s Philomathean Society. Sie setzte sich für die politischen Bildung ein und ihr Kinderbuch I Am an American (1918) über die amerikanische Staatsbürgerschaft, ermutigte junge Leser, sich für  “a country where women and men together are free and equal” (deutsch: „ein Land, in dem Frauen und Männer gemeinsam frei und gleich sind“) einzusetzen.

## Familie
Am 9. März 1908 heiratete sie in Hopkinton, Massachusetts Theodore Franz Borst. Sie hatten zwei Kinder, Elizabeth Bryant Borst (geboren 1909) und James Bryant Borst (geboren 1910).
Bryants Mutter stammte aus Manchester in New Hampshire. Sie war die Tochter von George Hancock und dessen Frau Dorothy. Sie hatte im Alter von einundzwanzig Jahren den aus Boston stammenden Dexter Bryant geheiratet, der als Importeur und Makler tätig war. Dexter Bryant war bereits 1921 verstorben. Die Eltern hatten ihr gesamtes Eheleben in Melrose gelebt, wo Dorcas Anne Bryant Mitglied der Baptistenkirche war. Sie war nach dem Tod ihres Mannes zu ihrer Tochter nach Newton Center gezogen, wo sie am 1. März 1924 in ihrem fünfundachtzigsten Lebensjahr in deren Haus in der Hancock Avenue Nr. 2 starb. Beim Tod der Mutter lebten noch ihre drei Brüder und ihre Schwester: Insgesamt hatten die Eltern sieben Kinder.
- Wallace Bryant (19. Dezember 1863–2. Mai 1953), ein Bogenschütze, der später als Porträtmaler in Washington, D.C. lebte
- Albert Dexter Bryant (10. April 1868–1956) lebte in Orange, New Jersey und war seit April 1898 mit Ettye Fletcher (26. November 1870–7. Dezember 1929) verheiratet, der Tochter von Charles Henry Fletcher.[8]
- George Phillips Bryant (27. Februar 1878–18. April 1938), war ebenfalls Bogenschütze und später Anwalt in Boston, war seit dem 2. Oktober 1907 mit Edith Helen Poole verheiratet.[9]
- Ihre Schwester (Name nicht bekannt) war mit Arthur Gibson Hull verheiratet, mit dem sie in Norwalk, Connecticut lebte

## Schriften (Auswahl)
- Stories to tell to children. Fifty-one stories with some suggestions for telling. Houghton Mifflin Co., Boston / New York [1907] (englisch, archive.org).
- How to tell stories to children and some stories to tell. George G. Harrap and Co., London 1911 (englidch, archive.org).
- I Am an American. Houghton Mifflin Co., Boston / New York  1918 (archive.org).